# All That You Can't Leave Behind
All That You Can't Leave Behind er det tiende studiealbum med det irske rockband U2. Det blev udgivet 30. oktober i 2000 på pladeselskaberne Interscope Records i USA og på Island Records i Storbritannien. Albummet er et af U2's mest succesfulde album nogensinde, og har vundet syv Grammy Awards i alt. Albummets originale titel var U2000 som var en arbejdstitel til deres 1997-PopMart Tour. Den første single "Beautiful Day" blev udgivet 21 dage før selve albummet, og fire måneder senere udkom singlen "Stuck In a Moment You Can't Get Out of" og i juni kom "Elevation" som vandt årets Grammy Award for Best Rock Performance by a Duo or Group with Vocal i 2002.

## Singler
1. "Beautiful Day" udgivet d. 9. oktober, 2000
2. "Stuck In a Moment You Can't Get Out of" udgivet i maj, 2001
3. "Elevation" udgivet i juni, 2001
4. "Walk On" udgivet d. 19. november, 2001

## Trackliste
Alt musik komponeret af U2.
| 1.    | "Beautiful Day"                          | Bono           | Daniel Lanois, Brian Eno, Steve Lillywhite      | 4:08 |
| 2.    | "Stuck In a Moment You Can't Get Out of" | Bono, The Edge | Lanois, Eno                                     | 4:32 |
| 3.    | "Elevation"                              | Bono           | Lanois, Eno                                     | 3:48 |
| 4.    | "Walk On"                                | Bono           | Lanois, Eno, Lillywhite                         | 4:56 |
| 5.    | "Kite"                                   | Bono, The Edge | Lanois, Eno                                     | 4:27 |
| 6.    | "In a Little While"                      | Bono           | Lanois, Eno, Richard Stannard, Julian Gallagher | 3:39 |
| 7.    | "Wild Honey"                             | Bono           | Lanois, Eno                                     | 3:47 |
| 8.    | "Peace On Earth"                         | Bono           | Lanois, Eno, Mike Hedges                        | 4:48 |
| 9.    | "When I Look At the World"               | Bono, The Edge | Lanois, Eno                                     | 4:18 |
| 10.   | "New York"                               | Bono           | Lanois, Eno                                     | 5:30 |
| 11.   | "Grace"                                  | Bono           | Lanois, Eno                                     | 5:31 |
| 49:19 |                                          |                |                                                 |      |

| Ekstranumre | Ekstranumre                                                                             | Ekstranumre    | Ekstranumre | Ekstranumre | Ekstranumre | Ekstranumre | Ekstranumre | Ekstranumre | Ekstranumre |
| #           | Titel                                                                                   | Tekst          | Producer    | Længde      |             |             |             |             |             |
| ----------- | --------------------------------------------------------------------------------------- | -------------- | ----------- | ----------- | ----------- | ----------- | ----------- | ----------- | ----------- |
| 12.         | "The Ground Beneath Her Feet" (Ekstranummer på CD'en i Japan, Australien, Irland og UK) | Salman Rushdie | Lanois, Eno | 3:43        |             |             |             |             |             |
| 53:02       |                                                                                         |                |             |             |             |             |             |             |             |

## Komponister
| U2 - Bono – sang, guitar - The Edge – guitar, klaver, sang - Adam Clayton – basguitar - Larry Mullen Jr. – trommer, slagtøj | Yderlige medspillere - Daniel Lanois – yderlig guitar, bagvokal - Brian Eno – synthesizer, strengeinstrumenter, bagvokal - Paul Barret – messingblæser (nummer 2) |